# Distretto di Lushoto

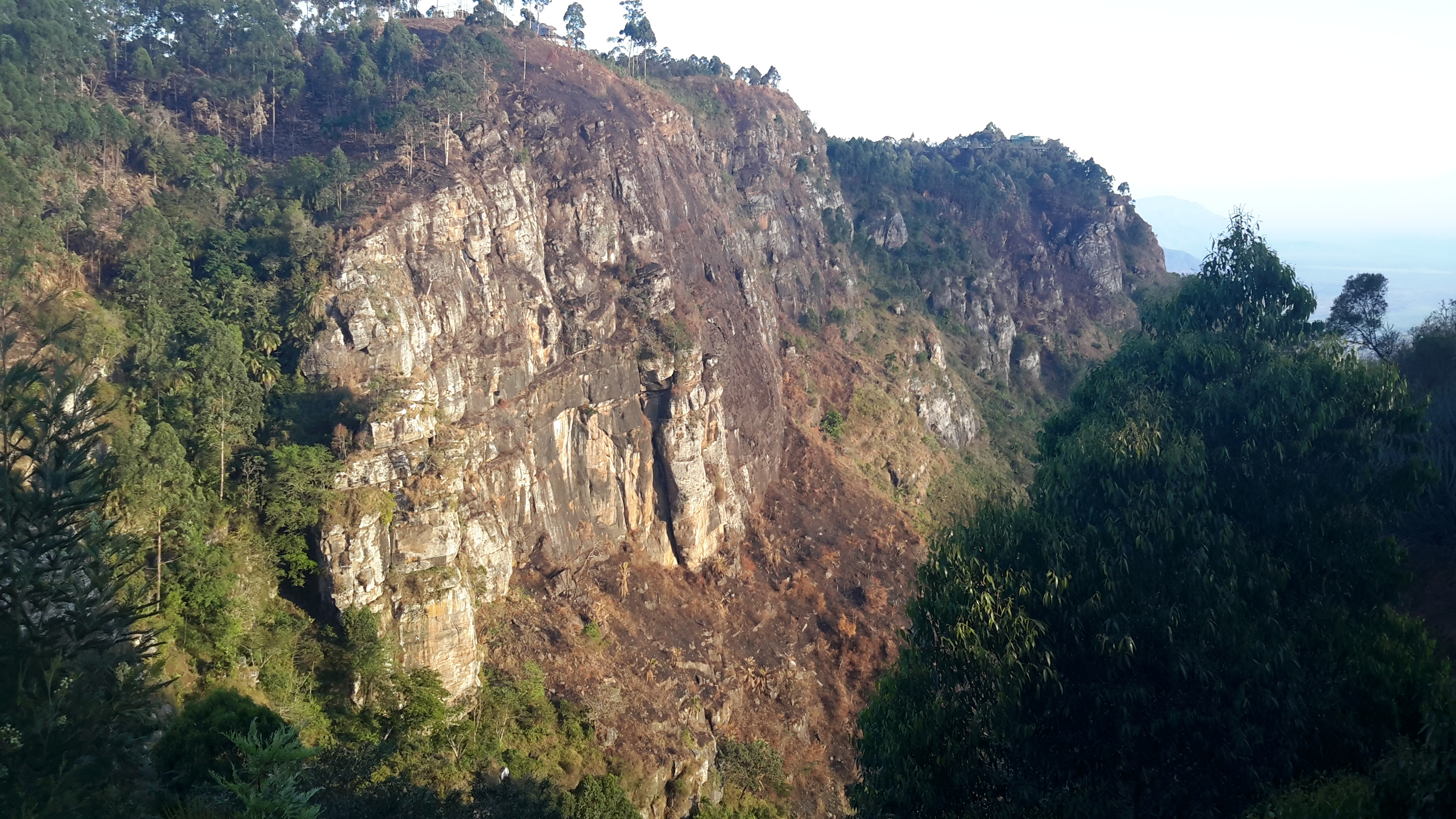
Irente Lushoto

Il distretto di Lushoto è un distretto della Tanzania situato nella regione di Tanga. È suddiviso in 33 circoscrizioni (wards) e conta una popolazione di 350 958 abitanti (censimento 2022).

## Suddivisione amministrativa
Il distretto è diviso nelle seguenti circoscrizioni (wards), tra parentesi gli abitanti (censimento 2022):
1. Dule M (7 550)
2. Gare (12 776)
3. Hemtoye (8 484)
4. Kilole (5 983)
5. Kwai (6 990)
6. Kwekanga (11 859)
7. Kwemashai (5 488)
8. Kwemshasha (7 748)
9. Lukozi (15 991)
10. Lunguza (10 424)
11. Lushoto (21 870)
12. Magamba (12 169)
13. Maheza Ngulu
14. Makanya (13 413)
15. Malibwi (10 583)
16. Malindi (18 438)
17. Manolo (25 519)
18. Mbaramo (13 013)
19. Mbaru (8 523)
20. Mbwei (8 524)
21. Migambo (6 447)
22. Mlalo (7 589)
23. Mlola (9 897)
24. Mnazi (14 182)
25. Mng'aro (9 389)
26. Mtae (4 525)
27. Mwangoi (10 752)
28. Ngulwi (6 148)
29. Ngwelo (4 589)
30. Rangwi (14 540)
31. Shangayu (7 251)
32. Shume (13 288)
33. Sunga (10 266)
34. Ubiri (6 750)